# Мар'янівська селищна рада (Баранівський район)
Мар'я́нівська се́лищна ра́да (до 1977 року — Мар'янівська сільська рада) — колишня адміністративно-територіальна одиниця та орган місцевого самоврядування в Баранівському, Довбишському (Мархлевському, Щорському) і Дзержинському районах Волинської округи, Київської і Житомирської областей УРСР та України з адміністративним центром у селищі міського типу Мар'янівка.

## Загальні відомості
- Територія ради: 76,265 км²
- Територією ради протікає річка Дорогань

## Населені пункти
Селищній раді були підпорядковані населені пункти:
- смт Мар'янівка
- с. Дорогань
- с. Зятинець
- с. Ожгів
- с. Турова

## Населення
Кількість населення ради, станом на 1923 рік, становила 2 032 особи, кількість дворів — 394.
Станом на 1927 рік кількість населення сільської ради становила 2 682 особи, з них 2 143 (79,9 %) — особи польської національності. Кількість селянських господарств — 602.
Кількість населення ради, станом на 1931 рік, становила 2 937 осіб.
Відповідно до результатів перепису населення СРСР, кількість населення ради, станом на 12 січня 1989 року, становила 1 758 осіб.
Станом на 5 грудня 2001 року, відповідно до перепису населення України, кількість мешканців селищної ради становила 1 566 осіб.

## Склад ради
Рада складалася з 16 депутатів та голови.
- Голова ради: Добровольський Олександр Петрович
- Секретар ради: Савіцька Інна Францівна

### Керівний склад попередніх скликань
| Прізвище, ім'я, по батькові       | Основні відомості                     | Дата обрання | Дата звільнення |
| --------------------------------- | ------------------------------------- | ------------ | --------------- |
| Добровольський Олександр Петрович | Селищний голова, 1958 року народження | 26.03.2006   | 31.10.2010      |
| Добровольський Олександр Петрович | Селищний голова, 1958 року народження | 31.10.2010   |                 |

Примітка: таблиця складена за даними сайту Верховної Ради України

### Склад ради VI скликання
За результатами місцевих виборів 2010 року депутатами ради стали:

#### За суб'єктами висування
| Суб'єкт висування | Кількість обраних депутатів | %    |
| ----------------- | --------------------------- | ---- |
| Самовисування     | 15                          | 93,8 |
| Партія регіонів   | 1                           | 6,3  |

#### За округами
| № округу        | Прізвище, ім'я, по батькові        | Дата визнання обраним | Освіта             | Партійна приналежність                        | Відомості про обраного депутата                                                                 |
| --------------- | ---------------------------------- | --------------------- | ------------------ | --------------------------------------------- | ----------------------------------------------------------------------------------------------- |
| Партія регіонів |                                    |                       |                    |                                               |                                                                                                 |
| 3               | Чернецький Франц Іванович          | 01.11.2010            | середня            | позапартійний                                 | Баранівське ДЛМГ, лісник                                                                        |
| Самовисування   |                                    |                       |                    |                                               |                                                                                                 |
| 1               | Назаревич Ірина Станіславівна      | 01.11.2010            | вища               | член Політичної партії «Українська платформа» | Мар'янівський ДНЗ, завідувачка                                                                  |
| 2               | Єгорова Світлана Станіславівна     | 01.11.2010            | середня            | член Політичної партії «Українська платформа» | Баранівський тер.центр по обслуговуванню одиноких, непрацездатних громадян, соціальний робітник |
| 4               | Поліковський Станіслав Вацлавович  | 01.11.2010            | середня            | член Політичної партії «Українська платформа» | ВАТ «Мар'янівський склозавод», слюсар по обслуговуванню телефонних апаратів                     |
| 5               | Житнікова Наталія Олександрівна    | 01.11.2010            | середня спеціальна | член Політичної партії «Українська платформа» | Мар'янівське відділення зв'язку, начальник                                                      |
| 6               | Пухальський Олександр Валерійович  | 01.11.2010            | вища               | член Політичної партії «Українська платформа» | тимчасово не працює                                                                             |
| 7               | Красовський Валерій Анатолійович   | 01.11.2010            | вища               | член Політичної партії «Українська платформа» | ВАТ «Мар'янівський склозавод», начальник МВЦ                                                    |
| 8               | Яворський Микола Францович         | 01.11.2010            | середня спеціальна | член Політичної партії «Українська платформа» | приватний підприємець                                                                           |
| 9               | Савіцька Інна Францівна            | 01.11.2010            | вища               | член Політичної партії «Українська платформа» | Мар'янівська селищна рада, секретар ради                                                        |
| 10              | Ярошинський Микола Станіславович   | 01.11.2010            | середня            | член Політичної партії «Українська платформа» | приватний підприємець                                                                           |
| 11              | Яворський Ярослав Францович        | 01.11.2010            | середня спеціальна | член Політичної партії «Українська платформа» | Мар'янівська загальноосвітня школа, майстер по ремонту                                          |
| 12              | Назаревич Микола Ростиславович     | 01.11.2010            | середня спеціальна | позапартійний                                 | Мар'янівський ДНЗ, сторож                                                                       |
| 13              | Ковальчук Валентина Олексіївна     | 01.11.2010            | середня спеціальна | член Політичної партії «Українська платформа» | Мар'янівська лікарська амбулаторія, дільнична медсестра                                         |
| 14              | Фудзінський Анатолій Станіславович | 01.11.2010            | середня            | член Політичної партії «Українська платформа» | Мар'янівська селищна рада, зав.будинком культури                                                |
| 15              | Врублевський Леонід Едвартович     | 01.11.2010            | середня спеціальна | член Політичної партії «Українська платформа» | приватний підприємець                                                                           |
| 16              | Пашковський Вадим Володимирович    | 01.11.2010            | середня спеціальна | член Політичної партії «Українська платформа» | пенсіонер                                                                                       |

## Історія
Раду утворено в 1923 році, як сільську, в складі сіл Мар'янівка, Дорогань, Яблунівка та Чварте Рогачівської волості Новоград-Волинського повіту Волинської губернії.
Станом на 1 вересня 1946 року сільська рада входила до складу Довбиського району Житомирської області, на обліку в раді перебували села Мар'янівка, Яблунівка та х. Дорогань.
11 серпня 1954 року до складу раду було включено села Калинівка, Голубин та Нивна. 2 вересня 1954 року с. Дорогань було передане до складу Турівської сільської ради. 5 березня 1959 року до складу ради було включене с. Ожгів Турівської сільської ради. 11 січня 1960 року підпорядковані села Дорогань, Зятинець та Турова ліквідованої Турівської сільської ради. 9 листопада 1966 року включені села Лісове, Явне та Ялишів розформованої Лісівської сільської ради. Тоді ж до складу новоствореної Нивненської сільської ради були передані села Голубин, Нивна та Яблунівка. 3 квітня 1967 року села Лісове, Явне та Ялишів передані до складу відновленої Лісівської сільської ради Баранівського району.
Станом на 1 січня 1972 року сільська рада входила до складу Баранівського району Житомирської області, на обліку в раді перебували села Мар'янівка, Дорогань, Зятинець, Ожгів та Турова.
17 січня 1977 року раду було реорганізовано до рівня селищної.
Ліквідована 30 грудня 2016 року через об'єднання до складу Довбиської селищної територіальної громади Баранівського району Житомирської області.
Входила до складу Баранівського (7.03.1923 р., 17.10.1935 р., 28.11.1957 р., 8.12.1966 р.), Довбишського (Мархлевського, Щорського; 1.09.1925 р., 14.05.1939 р.) та Дзержинського (30.12.1962 р.) районів.